# Brachystelma barberiae
Brachystelma barberiae là một loài thực vật có hoa trong họ La bố ma. Loài này được Harv. ex Hook.f. mô tả khoa học đầu tiên năm 1866.

## Hình ảnh

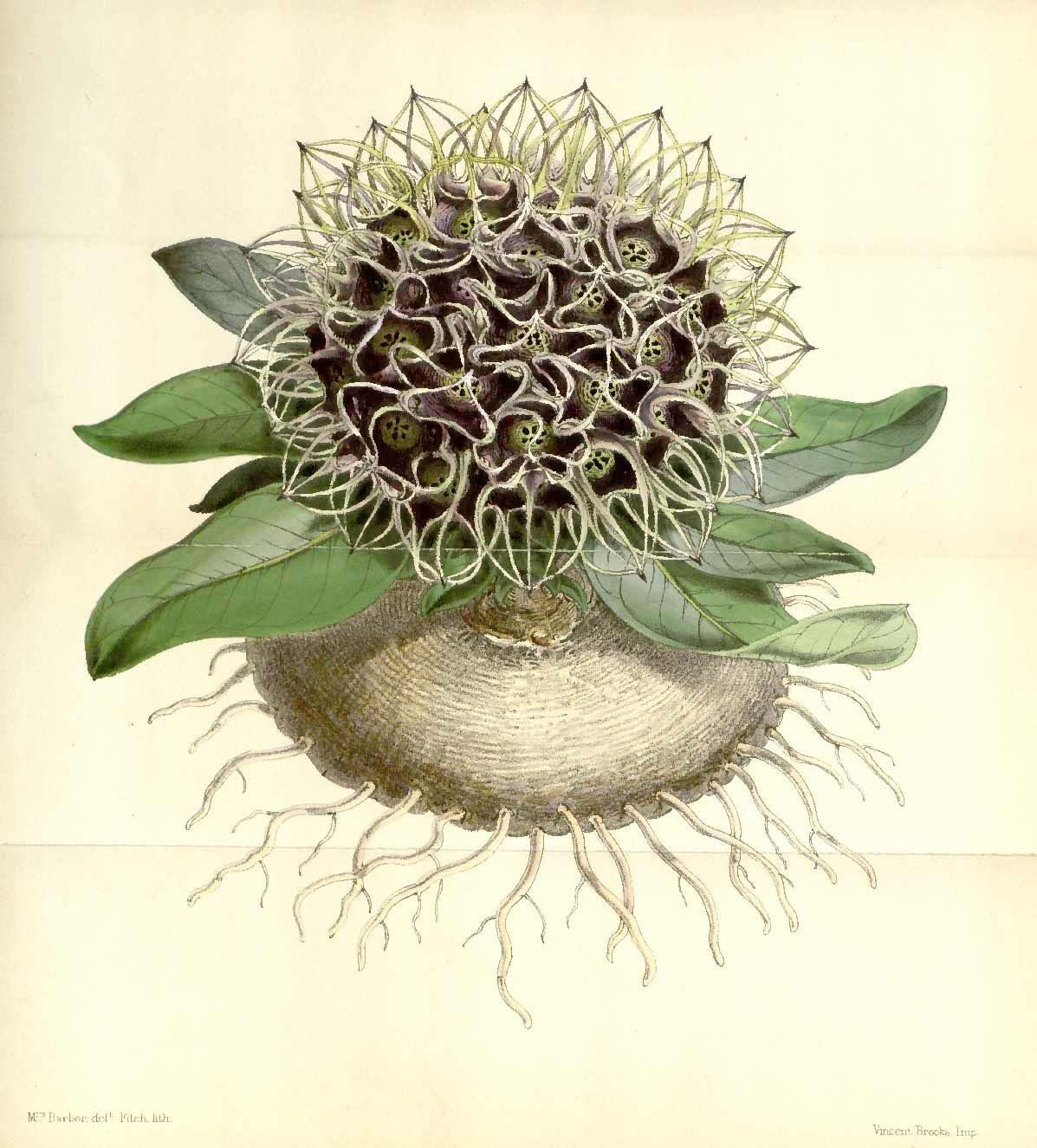